# 厚見玲衣
厚見 玲衣（あつみ れい、1957年5月18日 - ）は、神奈川県川崎市多摩区出身のキーボーディスト。血液型AB型。

## 来歴
1979年、MOON DANCERでプロデビュー。当時の芸名は厚見麗。
1980年、MOON DANCER解散。直後に渡米してTACHYONを結成。
1981年、TACHYONデビュー。しかし同年解散。
1984年、人見元基と共にVOW WOWに加入。
1990年、VOW WOW解散。RCサクセションのライブにサポートメンバーとして参加。
1992年、木暮武彦率いるCASINO DRIVEに加入。
1994年、CASINO DRIVE解散。
1996年、忌野清志郎 Little Screaming Revueのライブにサポートメンバーとして参加。
2003年、忌野清志郎 & NICE MIDDLE with NEW BLUE DAY HORNSに加入。
2004年 - PANGAEAをプロデュース。